# Kurt Feldt
Kurt Feldt (* 22. November 1887 in Schmentau; † 11. März 1970 in Berlin) war ein deutscher General der Kavallerie im Zweiten Weltkrieg.

## Leben
Kurt Feldt trat nach seinem Abitur am 22. September 1908 als Fahnenjunker in das Ulanen-Regiment „von Schmidt“ (1. Pommersches) Nr. 4 der Preußischen Armee in Thorn ein und avancierte bis Ende März 1910 zum Leutnant. Mit Ausbruch des Ersten Weltkrieges wurde Feldt Führer der Nachrichtenabteilung der 1. Kavallerie-Division. Nachdem er am 25. Februar 1915 Oberleutnant geworden war, folgte vom 8. April bis 8. Juli 1915 seine kurzzeitige Rückversetzung zu seinem Stammregiment. Anschließend fungierte er wieder als Führer der Nachrichtenabteilung der 1. Kavallerie-Division, um dann ab 26. Mai 1916 als Regimentsadjutant Verwendung zu finden. Am 4. Mai 1917 ernannte man Feldt zum Adjutant der 41. Kavallerie-Brigade. In dieser Stellung folgte am 18. Juni 1917 die Beförderung zum Rittmeister. Als solcher war Feldt dann vom 1. Oktober 1917 bis 1. August 1918 Führer des III. Bataillons des Reserve-Infanterie-Regiments Nr. 27. Für sein Wirken erhielt er beide Klassen des Eisernen Kreuzes.
Nach Kriegsende diente Feldt zunächst beim Grenzschutz in Schlesien und wurde in die Reichswehr übernommen. Nach weiteren Stationen in verschiedenen Reiterregimentern war Feldt zu Beginn des Zweiten Weltkriegs Kommandeur des operativen Reiterverbandes der 1. Kavallerie-Brigade in Insterburg. Mit diesem Großverband nahm er am Überfall auf Polen teil. Nach der Erweiterung zur Division erfolgte die Verlegung zur Westfront. Er war am Westfeldzug gegen Frankreich beteiligt. Zunächst kämpfte die Division in Holland. In der sogenannten Schlacht um den Afsluitdijk zwischen dem 12. und 14. Mai 1940 gelang es ihm nicht, die 250 Verteidiger der schweren Festungsanlagen hinter dem Deich zu besiegen. Am 14. Mai kapitulierten die Niederlande; Belgien kapitulierte am 28. Mai 1940; die Wehrmacht zog Richtung Frankreich weiter.
Dort nahm die Division unter Feldt am 20. Juni 1940 auch die Stadt Saumur an der Loire mit der berühmten Reitschule Cadre Noir ein. Nach dem Waffenstillstand von Compiègne am 22. Juni 1940 wurde die Division nach Osten verlegt.
Am 22. Juni 1941 begann der Überfall auf die Sowjetunion. Am 23. August 1941 wurde Feldt mit dem Ritterkreuz des Eisernen Kreuzes ausgezeichnet. Ende November 1941 wurde seine Division zur 24. Panzer-Division umgewandelt. Generalmajor Feldt kommandierte die Division bis zum 15. April 1942. Kurzzeitig befand er sich dann bis 8. Juli 1942 in der Führerreserve und wurde anschließend Militärbefehlshaber Südwestfrankreich (Chef des Militärverwaltungsbezirk B (Südwest des besetzten Frankreich) in Angers). Nach der Landung der Alliierten in der Normandie am 6. Juni 1944 in fiel ihm in dieser Dienststellung die Aufgabe der Verteidigung zu.
Feldt kommandierte von der Aufstellung bis Ende 1944 das nach ihm benannte Generalkommando Feldt. Kurz vor Kriegsende war er zum Wehrmachtsbefehlshaber Dänemark kommandiert und geriet in britische Kriegsgefangenschaft, aus der er nach dreieinhalb Jahren wieder entlassen wurde. Seit dieser Zeit lebte er in Berlin.
Als großer Pferdeliebhaber engagierte sich Feldt später im Zentralverband für Zucht und Prüfung des deutschen Warmblutpferdes und wurde Mitglied in dessen Vorstand.
Sein Grab befindet sich auf dem Südwestkirchhof Stahnsdorf. Bei seiner Beerdigung legten französische Offiziere an seinem Sarg Kränze nieder.

## Beteiligung an Kriegsverbrechen

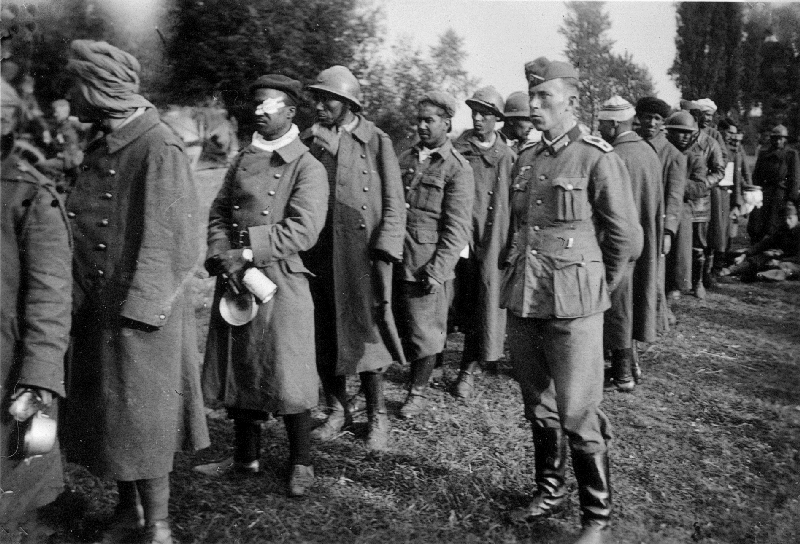
Gefangene Tirailleurs sénégalais in Frankreich 1940

Am 16. Juni 1940 erschossen Soldaten der Kavallerie-Division eine unbekannte Anzahl von Tirailleurs sénégalais – Kriegsgefangene einer aus Soldaten aus dem Senegal in der Nähe von Chartres aufgestellten Kolonialeinheit.
Als Kommandeur der 1. Kavallerie-Division begründete Feldt die Erschießung der „Schwarzen“ damit, dass diese Soldaten deutsche Gefangene verstümmelt hätten. Allgemein trafen derartige Beschuldigung in manchen Fällen zu, doch wie bei einer Vielzahl von Anschuldigungsfällen stellte sich auch in diesem Fall – der ihm zu Prüfung vorlag – bald heraus, dass der angeblich verstümmelte Landser im Gefecht gefallen war. Der Wehrmachtsgeneral hatte aber bereits Vergeltungsaktionen angeordnet. Um die Erschießungsaktion dennoch zu rechtfertigen, wurde der Präfekt des Départements – der spätere Widerstandskämpfer Jean Moulin – gefoltert. Er sollte damit dazu gebracht werden eine Erklärung zu unterschreiben, die „Schwarzen“ hätten französische Zivilisten ermordet. Moulin weigerte sich und wurde schließlich laufen gelassen, nachdem er versucht hatte, sich selbst zu töten.
Über sechzig Jahre nach Kriegsende wurde in der deutschen Öffentlichkeit verspätet rezipiert, dass die Wehrmacht bereits 1940 in Frankreich ähnliche Verbrechen begangen hatte wie ab Sommer 1941 im Krieg gegen die Sowjetunion.